# Skiantos
Skiantos est un groupe de punk rock italien, originaire de Bologne. Principalement actif dans les années 1970, le groupe fait partie de la première vague de punk rock italien de Bologne, alors très proche du  Movimento del '77.

## Biographie

### Inascoltabile(1975-1977)
Les Skiantos se forment en 1975 à Bologne, tandis qu'un groupe appelé DAMS se réunit pour jouer dans la cave du futur chanteur Roberto Antoni, plus tard connu sous le nom de Freak Antoni. Le projet se concrétise en 1977 avec la sortie de Inascoltable, enregistré lors d'« une nuit d'improvisation avec une douzaine de personnes amoureuses de la musique » selon Freak Antoni, dont beaucoup ne se connaissaient pas. Les enregistrements, qui sont publiés sur cassette audio par Oderso Rubini du label Harpo's Bazaar (plus tard Italian Records), sont suivis par 5 chanteurs, et 6 musiciens. Les concerts du groupe, en particulier à ses débuts, sont provocateurs et contiennent des références en matière d'avant-garde futuriste et dadaïste.

### Cramps Records et séparation (1978–1980)
En 1978, les Skiantos produisent leur deuxième album pour Cramps Records, dirigé par  Gianni Sassi, intitulé MONO tono, qui est, selon le leader Freak Antoni, un album disco punk, avec lequel ils affirment aussi grâce au non-conformisme associé au Movimento del '77. L'album est précédé par le single Karabigniere Blues/Io sono un autonomo, toujours publié par Cramps Records.
Le 2 avril 1979, ils participent au Bologna Rock, un festival organisé dans la salle de sport locale et qui verra défiler les meilleurs groupes de la scène punk rock et new wave, comme notamment Windopen, Luti Chroma, Gaznevada, Bieki, Naphta, Confusional Quartet, Andy J. Forest, Frigos, et Cheaters. Sur scène, les Skiantos préparaient littéralement des spaghettis qu'ils mangeaient devant le public ; mal accueillis par le public, Antoni aurait répondu à cette réaction « vous pigez que dalle putain : c'est avant-gardiste, public de merde,. »
En 1979, ils publient l'album Kinotto. La même année, ils participent au concert Omaggio a Demetrio Stratos organisé par Cramps Records. Le concert est enregistré et publié sous forme d'album live intitulé 1979 Il concerto - Omaggio a Demetrio Stratos, et fait participer Area, Francesco Guccini, Eugenio Finardi, Roberto Ciotti, Angelo Branduardi, Antonello Venditti et Kaos Rock.
Le 6 février 1980, le groupe est invité par Cramps Records au festival Rock '80. Les morceaux du concert sont publiés dans la compilation du titre homonyme, qui fait également participer d'autres groupes dont Kaos Rock, Windopen, Take Four Doses, X Rated, Kandeggina Gang et Dirty Actions. Plus tard, Rock '80 est réédité plusieurs fois en Italie et en Allemagne. Après la sortie de Pesissimo en 1980, le groupe se sépare.

### Retour et nouvelle fin (1987–2012)
Le groupe revient provisoirement en trio (Freak Antoni, Dandy Bestia et Stefano Sbarbo) en 1984 avec la sortie de Ti spalmo la crema , prologue de la rencontre définitive qui aura lieu en 1987 avec l'album Non c'è gusto in Italia ad essere intelligen. Des membres du noyau historique du groupe restent le chanteur Roberto « Freak » Antoni, et le guitariste et compositeur Fabio « Dandy Bestia » Testoni.
En 1992, les Skiantos publient Signore dei dischi, et en 1993 Saluti da Cortina. Skiantos est crédité pour avoir inventé le comedy rock, basé sur des textes ironiques et apparemment banals dont il émerge souvent une satire surréaliste. Le groupe définit le terme comme « un cocktail d'ironie, d'improvisation, de poésie presque surréaliste, de crétinerie, de paradoxes et de coups de maitre. »
En 2004 et 2005, ils jouent au Colorado Cafè. En 2007, Skiantos fête ses 30 ans de carrière depuis la sortie du premier album. Au début de l'année 2009 sort l'album Dio ci deve delle spiegazioni, qui est suivi la même année par l'EP quatre titres Phogna - The Dark Side of the Skiantos.
En avril 2012, Roberto « Freak » Antoni annonce son intention de dissoudre le groupe à la suite de divergences personnelles et artistiques.

## Membres

### Derniers membres
- Fabio « Dandy Bestia » Testoni – guitare (1977-1979, 1984, 1987-2012) (†)
- Luca « Tornado » Testoni – guitare (1993, 1996-2012)
- Massimo « Max Magnus » Magnani – basse (2003-2012)
- Gianluca « Giangi La Molla » Schiavon – batterie (2007-2012)
- Roberto « Freak » Antoni – voix (1975-1979, 1984, 1987-2012)

### Membres originaux (1975)
- Roberto « Freak » Antoni – chant (1975-1979, 1984, 1987-2012)
- Andrea « Jimmy Bellafronte » Setti – chant (1975-1979, 1991, 1999)
- Bubba Loris – chant (1975-1978)
- Mario « Come-Lini » Comellini – chant (1975-1977)

### Anciens membres
- Andrea « Jimmy Bellafronte » Setti – chant (1975-1979, 1991, 1999)
- Stefano « Sbarbo » Cavedoni – chant (1977-1980, 1984, 1999, 2003)
- Bubba Loris – chant (1975-1978)
- Mario « Come-Lini » Comellini – chant (1975-1977)
- Linda Linetti – chant (1980)
- Sandro « Belluomo » Dall'Omo – claviers (1989-1992)
- Andrea « Andy Belombrosa » Dalla Valle – guitare électrique (1977-1980, 1999)
- Gianni « Lo Grezzo » Bolelli – guitare électrique (1977, 1979-1980)
- Carlo « Charlie Molinella » Atti – saxophone ténor (1987-1991, 2009)
- Franco « Frankie Grossolani » Villani – basse (1977-1980)
- Stefano « Ringo » Sarti - basse (1977)
- Lucio Bellagamba – basse (1987-1989)
- Marco Nanni – basse (1989-2003
- Leonardo « Tormento Pestoduro » Ghezzi – batterie (1977-1980, 1999)
- J. Tornado – batteria (1987-1988)
- Fabio « Tormento Pestolesto » Grandi – batterie (1988-1989)
- Roberto « Granito » Morsiani – batterie (1989-2007)
- Sergio Piccinini – batterie (1987)

## Discographie

### Albums studio
- 1977 - Inascoltable
- 1978 - MONO tono
- 1979 - Kinotto
- 1980 - Pesissimo!
- 1984 - Ti spalmo la crema
- 1987 - Non c'è gusto in Italia ad essere intelligenti
- 1989 - Troppo rischio per un uomo solo
- 1992 - Signore dei dischi
- 1993 - Saluti da Cortina
- 1999 - Doppia dose
- 2005 - Sogno improbabile
- 2009 - Dio ci deve delle spiegazioni

### Albums live
- 1990 – Ze best in laiv!
- 2006 – Skonnessi (Unplugged 1977-2006)

### Compilations
- 1996 – Skiantologia Vol.1'
- 2002 – La krema (1977-2002)
- 2004 – Rarities
- 2006 – Sesso pazzo

### Singles et EP
- 1978 – Karabigniere Blues/Io sono un autonomo
- 1980 – Fagioli/Mi piaccion le sbarbine
- 1987 – Rantola ancora/Sono un ribelle mamma
- 2000 – Gratis
- 2001 – Fede Rossoblu
- 2002 – rus
- 2004 – Il mare di fronte
- 2009 – Phogna - The Dark Side of the Skiantos[7]